# Perfin

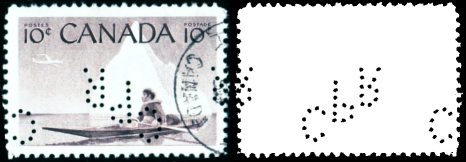
Perfin Canadian Pacific Railroad (CPR)

Perfins zijn postzegels met een perforatie in het zegelbeeld. Vaak zijn dit firmaperforaties, maar niet altijd. De perforatie diende ertoe om te voorkomen dat de zegels buiten een bepaalde doelgroep zouden worden gebruikt. Een firmaperforatie moest voorkomen dat de zegels door de werknemers privé zouden worden gebruikt. Een overheidsperforatie moest het gebruik van de zegel beperken tot een bepaald onderdeel van de overheid. Er zijn ook filatelistische perforaties bekend.
Lang werden deze geperforeerde zegels door verzamelaars als beschadigd gezien, maar dat is veranderd. Sommige filatelisten verzamelen uitsluitend perfins. Een algemene (dus goedkope postzegel) is in het algemeen met perfin meer waard dan een zegel zonder perfin, terwijl een zeldzame postzegel juist minder waard is met een perfin.
andreaskruis · baarfrankering · brandkastzegel · cinderella · decemberzegel · dienstzegel · doorloper · dwangtoeslagzegel · eerste postzegelemissie · gelegenheidszegel · gemeenschappelijke postzegelemissie · gemengde frankering · gepersonaliseerde postzegel · kinderpostzegel · langlopende postzegel · luchtpostzegel · perfin · portzegel · postpakketzegel · postzegel met tab · postzegelboekje · spoorwegzegel · toeslagzegel · vertanding · voorafstempeling · zelfklevende postzegel · zomerpostzegel · zondagstrookje
Portaal · Categorie